# The Pharmacogenomics Journal
The Pharmacogenomics Journal è una rivista medica trimestrale sottoposta a revisione paritaria, che tratta di farmacogenomica. È stata fondata nel 2001 ed è pubblicata dalla Nature Publishing Group.
Il caporedattore è George P. Patrinos (Università di Patrasso).
Secondo il Journal Citation Reports, nel 2020 la rivista aveva un fattore di impatto pari a 3,550. Al 2025 ha avuto un indice H pari a 99.